# Fage
Fage (em haúça: Fagge) é uma cidade e área de governo local da Nigéria situada no estado de Cano. Compreende área de 21 quilômetros quadrados e segundo censo de 2006 havia 198 828 habitantes. Fage é uma das principais áreas de imigração dos tuaregues.